# Gravirani dragulj
Gravirani dragulj, gravirana gema ili samo gema je u dragi ili poludragi kamen urezan prikaz neke osobe (ili neki drugi prikaz odnosno natpis ). Sukladno zapadnoj tradiciji prikaz odnosno natpis urezani su samo na jednoj strani .Za razliku od kameja prikaz je ugraviran,znači izdubljen u samom materijalu,dok je kod prije navedenih prikaz uvijek u pozitivnom reljefu. Gravirani dragulji su jedan od najcjenjenijih umjetničkih predmeta antičkog svijeta.Većina je antičkih graviranih dragulja služila u svrhu pečaćenja dokumenata i poruka.

## Tehnika izrade
Geme su većinom urezivane pomoću bušilice   na luk, pomoću abrazivnog praha dobivenog od tvrđeg kamenja. Abrazivni je materijal najčešće ,još od antike,dobavljan s grčkog otoka Naxosa.

## Vanjske poveznice
- Beazley Archive  Arhivirana inačica izvorne stranice od 19. kolovoza 2010. (Wayback Machine) – Extensive site on classical gems
- Carvers and Collectors, a 2009 exhibition at the Getty Villa, with many features
- Digital Library Numis (DLN)  Arhivirana inačica izvorne stranice od 16. kolovoza 2011. (Wayback Machine) Online books and articles on engraved gems
- The Johnston collection of engraved gems at the Metropolitan Museum of Art
- Damen, Giada. "Antique Engraved Gems and Renaissance Collectors", In Heilbrunn Timeline of Art History, New York: The Metropolitan Museum of Art, 2000–. online (March 2013)
- Gems Collection: Cornell Collection of Antiquities, at Cornell University Library and Cornell: Gem Impressions Collection.